# 프랑스 클렌징 식이요법
프랑스 클렌징 식이요법(French Cleansing Diet, 프랑스어: Régime de Détoxification Française)은 프랑스에서 발달한 체내 독소 제거 및 내장지방 관리를 목적으로 하는 식이요법이다. 2020년대 들어 프랑스 내 비만율 증가에 대응하여 파리를 중심으로 확산되고 있는 건강 관리법이다.

## 역사

### 프렌치 파라독스의 변화
프랑스는 전통적으로 와인, 치즈, 버터 등 고칼로리 식품을 섭취하면서도 낮은 심혈관 질환 발병률과 비만율을 보이는 '프렌치 파라독스(French Paradox)' 현상으로 유명했다. 그러나 21세기 들어 프랑스의 식습관이 급격히 서구화되면서 상황이 변화하기 시작했다.

### 비만율 증가 현상
프랑스 보건부 통계에 따르면, 2000년대 이후 프랑스인의 비만율이 지속적으로 증가하고 있다. 특히 바게트, 크루아상 등 정제 탄수화물과 에스프레소, 카페오레 등 카페인 음료의 일상적 섭취가 주요 원인으로 지목되고 있다. 이러한 변화에 대응하여 프랑스 영양학계와 자연의학계에서는 전통적인 지중해식 식단의 장점을 현대적으로 재해석한 클렌징 식이요법을 개발하게 되었다.

## 원리

### 3대 해독 성분 (Le Trio Détox)
프랑스 클렌징 식이요법의 핵심은 '르 트리오 데톡스(Le Trio Détox)'라 불리는 3대 해독 성분이다.
1. 아티초크 (Artichaut)
- 프랑스 남부 지역에서 전통적으로 재배되는 식물
- 간 기능 개선 및 담즙 분비 촉진 효과[2]
- 프랑스 전통 의학에서 소화 개선제로 사용

2. 치커리 (Chicorée)
- 프랑스 북부 지역 특산물로 벨기에와 인접 지역에서 주로 생산
- 프리바이오틱 식이섬유가 풍부하여 장내 환경 개선[3]
- 19세기부터 프랑스에서 커피 대용품으로 사용된 역사

3. 강황/커큐민 (Curcuma)
- 프랑스 식민지 시대 인도차이나에서 유입된 향신료
- 항염 및 항산화 효과로 프랑스 자연의학계에서 주목
- 현대 프랑스 요리에서도 건강 식재료로 활용

### 작용 메커니즘
이 3가지 성분은 각각 다른 기관에 작용하여 체내 독소 제거와 대사 개선을 돕는다.
1. 간 해독 단계: 아티초크가 간 기능을 활성화하여 독소 분해 및 배출
2. 장내 정화 단계: 치커리 식이섬유가 장내 유해균 억제 및 유익균 증식
3. 염증 완화 단계: 커큐민이 체내 염증 반응을 억제하여 전반적 건강 개선

## 실천 방법

### 전통적 방식
프랑스 현지에서는 주로 다음과 같은 방식으로 실천된다.
1. 스무디 형태
- 신선한 아티초크, 치커리, 강황을 블렌딩한 음료
- 파리의 유기농 카페에서 '데톡스 스무디'로 판매
- 주로 아침 공복 시간에 섭취

2. 허브티 형태
- 건조한 아티초크잎과 치커리뿌리를 우린 차
- 강황 파우더를 첨가하여 음용
- 식후 소화 개선 목적으로 섭취

3. 영양 보충제 형태
- 3가지 성분을 농축한 캡슐이나 정제
- 바쁜 도시 생활자들 사이에서 인기
- 약국이나 건강식품점에서 판매

### 현대적 적용
2020년대 들어 프랑스의 젊은 세대와 직장인들 사이에서는 간편한 영양제 형태의 섭취가 일반화되고 있다. 특히 파리의 직장 여성들 사이에서는 점심시간 후 또는 퇴근 후 일상적으로 섭취하는 것이 하나의 문화로 자리잡았다.

## 과학적 근거

### 연구 결과
프랑스 국립보건의학연구소(INSERM)와 파리 소르본 대학교 등에서 수행된 연구들에 따르면 다음과 같은 효과가 입증되었다.
- 아티초크 추출물의 간 기능 개선 효과 확인
- 치커리 식이섬유의 장내 미생물 균형 개선 효과 입증
- 커큐민의 항염 및 대사 개선 효과 다수 논문에서 보고

### 임상 적용
프랑스 내 일부 종합병원과 웰니스 센터에서는 비만 환자와 대사증후군 환자를 대상으로 이 식이요법을 보조 치료법으로 활용하고 있다.

## 사회적 영향

### 프랑스 내 확산
현재 프랑스 전역의 약 30% 이상의 약국에서 관련 제품을 판매하고 있으며, 파리 시내 유기농 매장과 건강식품점에서도 쉽게 찾아볼 수 있다. 특히 16구, 7구 등 파리 고급 주거지역에서의 인지도가 높다.

### 미디어 관심
프랑스의 주요 건강 잡지 『Santé Magazine』, 『Top Santé』 등에서 특집 기사로 다뤄지면서 일반 대중에게 널리 알려졌다.

## 주의사항
프랑스 식품안전청(ANSES)에서는 이 식이요법을 실천할 때 다음과 같은 주의사항을 권고하고 있다.
- 임신, 수유 중인 여성은 전문의 상담 후 실시
- 기존 복용 약물과의 상호작용 확인 필요
- 과도한 섭취보다는 적정량의 지속적 섭취 권장